# Leroy Resodihardjo
Leroy Gerald Resodihardjo (Leidschendam, Holanda, 4 de marzo de 1987) es un futbolista neerlandés, de origen indonesio. Juega de centrocampista.

## Clubes
| Club           | País         | Año       |
| -------------- | ------------ | --------- |
| ADO Den Haag   | Países Bajos | 2008-2011 |
| Almere City FC | Países Bajos | 2011-2013 |